# Serge Alexandrovitch Rachewsky
Serge Alexandrovitch Rachewsky (en russe : Сергей Александрович Рашевский, Sergueï Aleksandrovitch Rachevski), né le 5 juillet 1866 et mort le 2 décembre 1904 à Port-Arthur lors de la guerre russo-japonaise, est un officier du génie de l'armée impériale russe. 
Il est l'auteur d'un journal de guerre[Lequel ?] décrivant la situation militaire de la forteresse navale russe de Port-Arthur, dont la première édition parut en URSS en 1954. Il adopte un point de vue critique sur la conduite de la guerre.

## Biographie
Serge Alexandrovitch Rachewsky naquit le 5 juillet (ancien style) 1866. Il appartient à une famille russe de la noblesse militaire, originaire du gouvernement de Tchernigov, alors dans l'Empire russe, après avoir fait partie de la Pologne un siècle auparavant.
Il fit ses études à l'école des cadets Petrovsky de Poltava, dont il sort en 1883, puis devint ingénieur militaire à l'Académie du génie Nicolas de Saint-Pétersbourg et entre au 5e bataillon pontonnier.
À partir de 1891, il servit à la forteresse militaire russe de Dvinsk, aujourd'hui en Lettonie. Il fut nommé capitaine en 1894 et servit à Riga à partir de 1897 ; puis à Saint-Pétersbourg, où il fut nommé colonel.
Lors de la guerre russo-japonaise, le colonel Rachewsky fut envoyé à Port-Arthur pour participer à la construction de fortifications et de citadelles dans et autour de la ville. Il fut décoré de la croix de l'ordre de Saint-Georges de 4e classe. Il participa à la guerre contre les Japonais et fit de nombreuses photographies, dont celle du naufrage du cuirassé Petropavlovsk. Conseiller du général Roman Isidorovitch Kondratenko, ils furent tués tous les deux sous les bombardements japonais du 2 (15) décembre 1904, lors du siège de la base navale qui aboutit à sa capitulation quelques jours après.
Il est un des personnages du roman Port-Arthur de l'écrivain Alexandre Stepanov (1892-1965).
Le général Stoessel déclara à sa mort qu'il s'agissait d'« un collaborateur à toute épreuve et d'un ingénieur talentueux. »

## Famille
Époux de Polyxène Vladimirovna Schultz (en russe : Поликсена Владимировна Шульц), fille d'un conseiller à la Cour (надворный советник, nadvorny sovetnik, au 7e rang dans la table des rangs), il eut trois enfants:
- Vladimir (Dvinsk 21/06/1892[7] — Paris 1967), épouse Harriet Straus, dont postérité[8].
- Natalia (Dvinsk 01/10/1893 — Léningrad 1962), épouse Fyodor Koltchine, dont postérité[9].
- Zénaïde (Dvinsk 20/10/1896 — Paris 1963), épouse le grand-duc Boris Vladimirovitch de Russie, sans postérité.

Natalia fut metteur en scène et actrice dramatique au théâtre Pouchkine de Léningrad, aujourd'hui Saint-Pétersbourg, et gratifiée du titre d'Artiste du Peuple de la RSFS de Russie en 1957. Elle fut une des premières actrices soviétiques à venir en France, pendant la guerre froide, lors d'une tournée au Théâtre des Nations, à Paris, en 1958, suivie d'autres et fut aussi l'auteur du film Pères et fils d'après Tourgueniev.
Zénaïde (ou Zinaïda) épousa en 1919, en l'église grecque-orthodoxe de Gênes, le grand-duc Boris Vladimirovitch de Russie (Saint-Pétersbourg 1877-Paris 1943). Épouse morganatique du frère du prétendant de la dynastie Romanov, elle fut titrée par le Grand-duc Cyrille (ou Kyrill Vladimirovitch) de Russie, princesse Rachewskaïa, en 1935, sans prédicat d'altesse impériale et n'ayant pas droit au titre de grande-duchesse[réf. nécessaire].

## Bibliographie

Blason du serpent des ancêtres de la famille, partagé avec d'autres familles d'origine polonaise